# Tupaia tana
Tupaia tana là một loài động vật có vú trong họ Tupaiidae, bộ Scandentia. Loài này được Raffles mô tả năm 1821.

## Hình ảnh

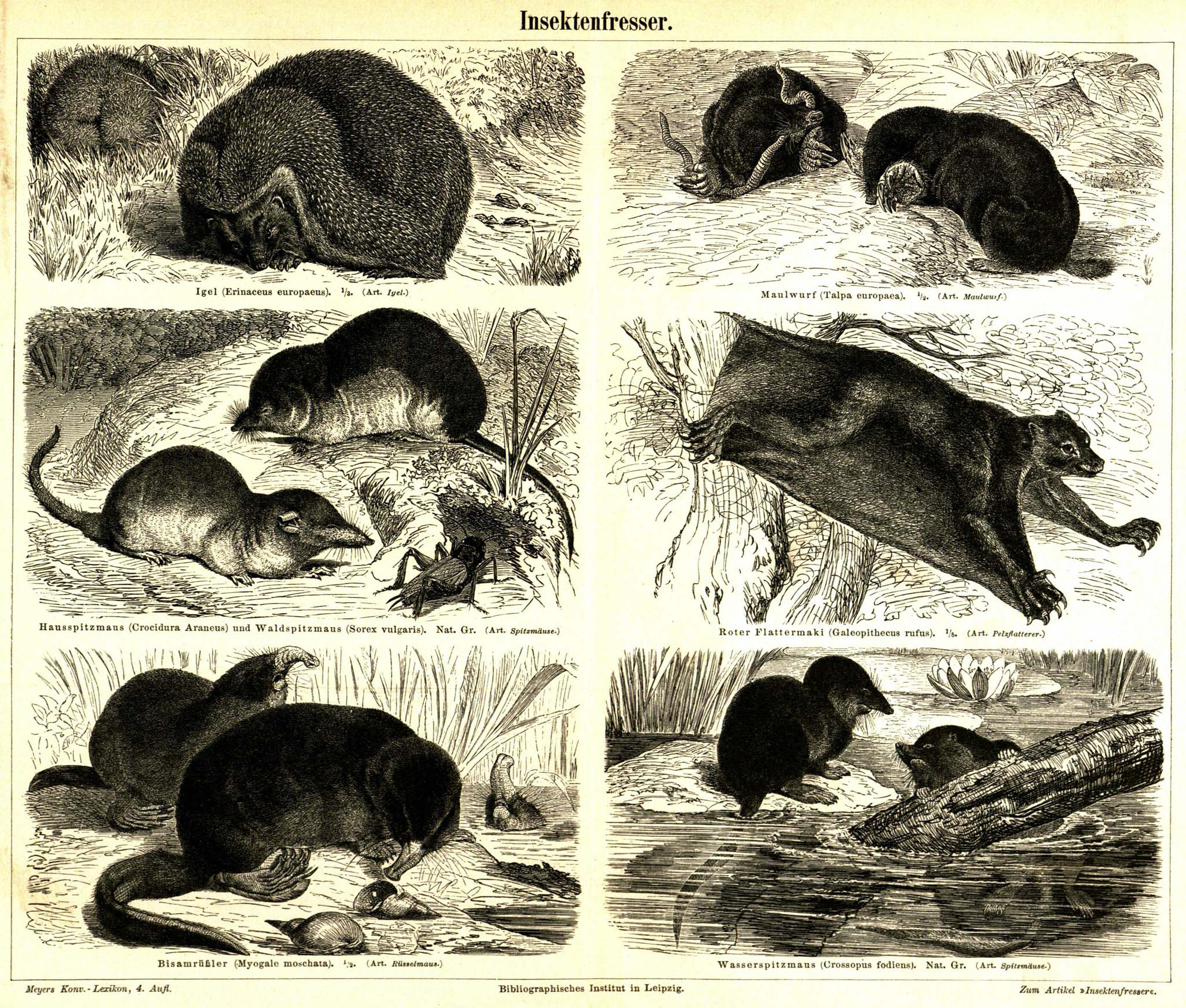